# Певі-Веллі (Кентуккі)
Певі-Веллі (англ. Pewee Valley) — місто (англ. city) в США, в окрузі Олдем штату Кентуккі. Населення — 1588 осіб (2020).

## Географія
Певі-Веллі розташоване за координатами 38°18′44″ пн. ш. 85°29′22″ зх. д. / 38.31222° пн. ш. 85.48944° зх. д. (38.312169, -85.489582).  За даними Бюро перепису населення США в 2010 році місто мало площу 5,07 км², з яких 5,05 км² — суходіл та 0,02 км² — водойми.

## Демографія
Згідно з переписом 2010 року, у місті мешкало 1456 осіб у 497 домогосподарствах у складі 393 родин. Густота населення становила 287 осіб/км².  Було 538 помешкань (106/км²).
Расовий склад населення:
| - 95,3 % — білих - 1,9 % — чорних або афроамериканців - 1,2 % — азіатів - 0,1 % — вихідців з тихоокеанських островів |

До двох чи більше рас належало 1,4 %. Частка іспаномовних становила 1,2 % від усіх жителів.
За віковим діапазоном населення розподілялося таким чином: 23,0 % — особи молодші 18 років, 54,2 % — особи у віці 18—64 років, 22,8 % — особи у віці 65 років та старші. Медіана віку мешканця становила 48,5 року. На 100 осіб жіночої статі у місті припадало 91,6 чоловіків;  на 100 жінок у віці від 18 років та старших — 85,6 чоловіків також старших 18 років.
Середній дохід на одне домашнє господарство  становив 160 202 долари США (медіана — 93 750), а середній дохід на одну сім'ю — 179 264 долари (медіана — 109 097). За межею бідності перебувало 4,5 % осіб, у тому числі 5,2 % дітей у віці до 18 років та 2,2 % осіб у віці 65 років та старших.
Цивільне працевлаштоване населення становило 750 осіб. Основні галузі зайнятості: освіта, охорона здоров'я та соціальна допомога — 21,1 %, роздрібна торгівля — 15,7 %, фінанси, страхування та нерухомість — 15,7 %.